# Danville, New Hampshire
Danville är en kommun (town) i Rockingham County i delstaten New Hampshire, USA med 4 387 invånare (2010). 